# آدرینی هان
آدرینی هان (به آلمانی: Adrienne Haan) (زاده ۷ آوریل ۱۹۷۸) خواننده کاباره و هنرپیشه تئاتر آلمانی-لوکزامبورگی است. او تاکنون در چندین نمایش تئاتر، کنسرت شرکت نموده است. آدرینی هان در کاباره‌ها نیز فعالیت هنری داشته است. او در موسیقی دهه ۱۹۲۰ و ۱۹۳۰ تبحر خاصی دارد. آدرینی هان در آکادمی هنرهای دراماتیک آمریکا تحصیل نموده است.